# Nutan
Nutan (Marathi: नूतन) (ur. 4 czerwca 1936 w Indiach, zm. 21 stycznia 1991) – jedna z czołowych aktorek Bollywood od lat 50. do 70. XX wieku. 

## Życie osobiste
Była córką aktorki Shobhny Samarth i reżysera Kumarsen Samarth, starszą siostrą Tanuji, ciotką Kajol i Tanishy. Aktorkami były jej babcia Rattan Bai i ciotka Nalini Jaywant. Aktorem jest jej jedyny syn Monish Bahl.
Sukces Nutan powtórzyła jej siostrzenica Kajol (5 nagród Filmfare dla najlepszej aktorki, raz za najlepszą rolę negatywną).
Nutan zmarła z powodu raka piersi.

## Kariera
Debiutowała w wieku 14 lat w filmie Hamari Beti. Reżyserką była jej matka Shobhna Samarth.
W 1952 zdobyła tytuł Miss Indii.
Jej pierwszym dużym projektem był film Seema, za który otrzymała Filmfare dla Najlepszej Aktorki. Następnie osiągnęła sukces dzięki komedii romantycznej Paying Guest, gdzie partnerował jej Dev Anand. W 1959 zagrała w dwóch hitowych filmach: Anari (z Rajem Kapoorem) i Bimal Roy's Sujata (z Sunilem Duttem). W latach 1960–1970 osiągnęła sukcesy w filmach Chhalia (1960), Bandini (1963), Saraswatichandra (1968), Devi (1970) i Main Tulsi Tere Aangan Ki (1978). W latach 80. XX wieku grała role matek (Meri Jung (1985), Naam (1986) i Karma (1986)). Za Mere Jung dostała Filmfare Award dla Najlepszej Aktorki Drugoplanowej.
Jej ostatnim filmem był Kanoon Apna Apna (1989). Jej filmy Naseebwala (1992) i Insaniyat (1994) ujrzały światło dzienne po jej śmierci.

## Nagrody

### Filmfare Awards

#### Wygrane
- 1956 – najlepsza aktorka za film Seema
- 1959 – najlepsza aktorka za Sujata
- 1963 – najlepsza aktorka za Bandini
- 1967 – najlepsza aktorka za Milan
- 1978 – najlepsza aktorka Main Tulsi Tere Aangan Ki
- 1985 – Najlepsza rola drugoplanowa za Meri Jung

Nominacje
- 1960 – najlepsza aktorka za Chhaila
- 1973 – najlepsza aktorka za Saudagar
- 1973 – najlepsza rola drugoplanowa za Saudagar
- 1973 – najlepsza rola drugoplanowa za Anuraag
- 1978 – najlepsza rola drugoplanowa za Main Tulsi Tere Aangan Ki

### Inne nagrody
- 1963 – BFJA Najlepsza Aktorka za Bandini
- 1967 – BFJA Najlepsza Aktorka za Milan[9]

## Filmografia
- Insaniyat (1994) jako Shanti Devihttp
- Naseebwaala (1992) – Sharda
- Guru (1989) (nie powstał) – Yashoda S. Shrivastav
- Kanoon Apna Apna (1989) – pani Singh, matka Ravi
- Mujrim (1989) – Yashoda Bose
- Main Tere Liye (1988)
- Siraj (1988) – matka Habitri
- Sone Pe Suhaaga (1988) – Usha Rani
- Hifazat (1987) – Laxmi Satyaprakash
- Naam (1986) – Janki Kapoor
- Karma (1986) – Vishwa Pratap Singh
- Ricky (1986)
- Sajna Sath Nibhana (1986) – Shobha Rana
- Meri Jung (1985) – Aarti (Deepak Verma)
- Yudh (1985) – Savitri Devi
- Paisa Yeh Paisa (1985) – Laxmi
- Rishta Kagaz Ka (1983) – Suman Sharma
- Teri Maang Sitaron Se Bhar Doon (1982) – Kamini „Lalli”
- Jeeo Aur Jeene Do (1982)
- Kranti (1981)
- Saajan Ki Saheli (1981) – Kunti Kumar
- Kasturi (1980)
- Ek Baap Chhe Bete (1978)
- Main Tulsi Tere Aangan Ki (1978) – Sanjukta Chouhan
- Saajan Bina Suhagan (1978)
- Jagriti (1977)
- Jogidas Khuman (1975)
- Saudagar (1973) – Mahjubhi
- Anuraag (1972) – Anu Rai
- Grahan (1972)
- Maa Aur Mamta (1970) – Maya
- Devi (1970) – Devi
- Maharaja (1970)
- Yaadgaar (1970) – Bhavna
- Bhai Bahen (1969) – Mala
- Gauri (1968) – Gauri
- Saraswatichandra (1968) – Kumud Sundari
- Dulhan Ek Raat Ki (1967) – Nirmala
- Latt Saheb (1967)
- Mehrban (1967) – Laxmi
- Milan (1967) – Radha/Madam
- Chhota Bhai (1966)
- Chilaka Gorinka (1966)
- Dil Ne Phir Yaad Kiya (1966)
- Kalapi (1966)
- Khandaan (1965) – Radha G. Lal
- Rishte Naahte (1965) – Savitri
- Chandi Ki Deewar (1964)
- Bandini (1963) – Kalyani
- Dil Hi To Hai (1963) – Jamila Banu
- Tere Ghar Ke Samne (1963) – Sulekha
- Soorat Aur Seerat (1962)
- Basant (1960) – Meenakshi Rai
- Chhabili (1960)
- Chhalia (1960) – Shanti
- Manzil (1960)
- Anari (1959) – Aarti Sohanlal
- Kanhaiya (1959) – Shanno
- Sujata (1959) – Sujata
- Chandan (1958)
- Dilli Ka Thug (1958)
- Kabhi Andhera Kabhi Ujala (1958)
- Sone Ki Chidiya (1958) – Lakshmi
- Baarish (1957) – Chanda
- Paying Guest (1957) – Shanti
- Heer (1956) – Heer
- Seema (1955) – Gauri
- Shabab (1954)
- Laila Majnu (1953) – Laila
- Shisham (1952)
- Nagina (1951) – Mukta
- Hamari Beti (1950) – córka